# Xiangzikou
Le Xiangzikou (chinois simplifié : 巷子口镇 ; chinois traditionnel : 巷子口鎮 ; pinyin : Xiàngzǐkǒu Zhèn) est un bourg de la ville de Ningxiang dans la province du Hunan en Chine. Il est entouré par le bourg de Dafu à l'ouest, le canton de Weishan au nord, le bourg de Huangcai à l'est et les bourgs de Longtian et Shatian au sud. Au recensement de 2000, il avait une population de 36,816 habitants et une superficie de 105,8 km2.

## Administration territoriale
Il comprend 1 communauté et 12 villages: Xiangzikou (巷子口社区), Lianhua (联花村), Guanshan (官山村), Xinshu (新书村), Shuanghe (双河村), Shichong (狮冲村), Xiangshi (巷市村), Zhitian (直田村), Huanghe (黄鹤村), Xianlongtan (仙龙潭村), Fureng (扶峰村), Huaqiao (花桥村) and Jinfengyuan (金枫园村).

## Économie
La châtaigne chinoise est importante pour l'économie.

## Éducation
il y a un lycée dans le bourg: Ningxiang No. 10 High School.

## Attraction touristique
Le 16 décembre 2011, la population locale a découvert 128 ponts construits sous le règne de l'empereur Qianlong (1735–1796) de la dynastie Qing (1644–1911).

## Personnes notables
- Yi Fu (zh), il était un écrivain et un poète renommé de la dynastie Song[1].